# グラシア区
グラシア区（スペイン語：distrito de Gracia、カタルーニャ語：Districte de Gràcia）は、スペイン・カタルーニャ州バルセロナの行政区。バルセロナに10ある行政区域の1つである。地区内には歴史的な地域であるビラ・デ・グラシアがある。グラシア地区はバルセロナの中で面積が最小（4.19 km²）だが、人口密度は二番目に高い（28660人 / km²）。

## 文化
1850年代までは独立した自治体だったが、その後バルセロナの自治体に組み込まれた。この地区にはアントニ・ガウディが設計したグエル公園がある。
住民たちの潤沢な資金による数々の活動によって特徴を保っている。その1つの例が8月中旬に行われるラ・フィエスタ・マジョール・デ・グラシアである。この祭りは、住民が近くの通りを1つのテーマに沿って飾り、その飾り付けを競う。また、通りには飾りだけでなく、簡単な出店やイベントが行われる。
さらにこの地区は歴史的にジプシーが多く住んでおり、それがこの地区の特徴に大きく影響している。

## 参考サイト
- Districte de Gràcia